# Beibächlein
Das Beibächlein, am Ober- und Mittellauf Elmgraben genannt, ist ein etwa 4 km langer rechter Zufluss des Altmühlüberleiters bei Gunzenhausen im mittelfränkischen Landkreis Weißenburg-Gunzenhausen. Vor der Anlegung des Brombachsees und des Überleiters in den 1970er/1980er Jahren mündete der Bach unweit von Neuherberg und Hühnermühle direkt in den Brombach, einen Zufluss der Schwäbischen Rezat.

## Verlauf
Der Bach entspringt unter dem Namen Elmgraben auf einer Höhe von 466 m ü. NHN südlich des Gunzenhäuser Dorfes Frickenfelden und nahe der Europäischen Hauptwasserscheide. Hier entsteht er knapp östlich an der Straße nach Oberasbach am Rand des Waldgebietes Haselbuck. Auf offener Flur fließt er zunächst östlich, dann nach Nordosten, und tritt an der Gemeindegrenze von Gunzenhausen zu Pfofeld in den Gräfensteinberger Wald ein. Ab dort zieht er meist nahe an der Gemeindegrenze zwischen Pfofeld und Haundorf.
Er unterquert bald die Staatsstraße St 2222 von Gunzenhausen nach Pleinfeld und die parallel laufende Bahnstrecke Gunzenhausen–Pleinfeld. Auf dem Gebiet der Gemeinde Pfofeld speist er den Ödweiher, den er als Beibächlein wieder verlässt. Auf einer Höhe von 413 m ü. NHN mündet er auf dem Gebiet der Gemeinde Haundorf knapp nördlich der Kreisstraße WUG 20 in den Altmühlüberleiter.
Von den 4,2 km Bachlänge entfallen etwa 2,9 Kilometer auf den Elmgraben-Abschnitt. Bei einem mittleren Sohlgefälle von etwa 13 Promille mündet er etwa 53 Höhenmeter unter seinem Quellniveau. Das Einzugsgebiet hat eine Fläche von etwa 2,7 Quadratkilometern.